# Dăjdino, Kărdjali
Dăjdino (în bulgară Дъждино) este un sat în comuna Kărdjali, regiunea Kărdjali,  Bulgaria. 

## Demografie
Componența etnică a satului Dăjdino
     Turci (93,64%)
     Romi (1,15%)
     Nicio identificare (5,2%)
     Altele (0%)
La recensământul din 2011, populația satului Dăjdino era de 346 locuitori. Din punct de vedere etnic, majoritatea locuitorilor (93,64%) erau turci, cu o minoritate de romi (1,15%). Pentru 5,2% din locuitori nu este cunoscută apartenența etnică.